# Expedición de Los Cayos
La expedición de Los Cayos de San Luis o sencillamente Expedición de Los Cayos es el nombre con el que son conocidas las dos invasiones que desde Haití organizó el Libertador Simón Bolívar a fines de 1815 llevándolas a cabo durante el año 1816 con la finalidad de liberar a Venezuela de las fuerzas españolas.

## Inicio
Procedente de la Jamaica británica, Bolívar llegó a Los Cayos de San Luis, en Haití, el 24 de diciembre de 1815, trasladándose luego a Puerto Príncipe, donde tuvo una entrevista el 2 de enero de 1816 con el presidente Alexandre Pétion, quien se comprometió a facilitarle los recursos necesarios para llevar a cabo su empresa. Posteriormente, tras serle otorgado el poder supremo por parte de una asamblea de los principales jefes venezolanos y neogranadinos refugiados, Bolívar comenzó a afinar los detalles sobre la expedición contra la costa firme venezolana; con la ayuda de Tomás Lander y del gobernador militar haitiano de Los Cayos, el general Ignacio Marión. La expedición incluía 1000 tripulantes patriotas y 1000 negros haitianos. Entre los expedicionarios se encontraban: Santiago Mariño, José Antonio Anzoátegui, Luis Brión, José Francisco Bermúdez, Carlos Soublette, Manuel Piar, Juan-Bautista Bideau, Mateo Guerra  Olivier, Francisco de Paula Alcántara, Juan Manuel Valdés, Mariano Montilla,  Charles Eloi Demarquet, Pedro Chipía, Pedro Briceño Méndez, Diego Ibarra,  Carlos Castelli, Judas Tadeo Piñango, Gregor MacGregor, Juan Bautista Arismendi, Henri Louis Villaume Ducoudray Holstein,  Justo Briceño Otálora, Francisco Antonio Zea, Pedro León Torres, William Chamberlain, Renato Beluche, Ambrosio Plaza y otros.

## Primera expedición
El recorrido de la flota comandada por Bolívar fue el siguiente: luego de salir del puerto de Los Cayos, en la parte occidental de Haití, la misma se detuvo 3 días en la isla Beata al sur de la frontera entre Haití y Santo Domingo, para continuar su itinerario en el que los primeros días de abril de 1816 se encontraban frente a la costa meridional de la hoy República Dominicana; el 19 de abril de 1816 llegaban a la isla de Vieques cerca de las costas de Puerto Rico, hecho que se celebró con salvas de artillería; el 25 de abril arriban a la isla holandesa de Saba, distante 20 m de San Bartolomé, desde donde se dirigen hacia la isla de Margarita, librando el 2 de mayo, antes de llegar a ésta, el combate naval de Los Frailes en el que la escuadrilla del almirante Luis Brión sale victoriosa y captura el bergantín español El Intrépido y la goleta Rita. El 3 de mayo de 1816 tocan suelo venezolano en la isla de Margarita, en la que el 7 del mismo mes una asamblea encabezada por el general Juan Bautista Arismendi ratifica los poderes especiales conferidos a Bolívar en Los Cayos. Luego de esta ratificación, las fuerzas expedicionarias de Bolívar pasan a Carúpano, donde finalmente desembarcan y proclaman la abolición de la esclavitud (2 de junio). Bermúdez por su parte, fletó una goleta y el 9 de junio de 1816 salió de Los Cayos rumbo a la Isla de Margarita a donde llega el día 29 de ese mismo mes. Arismendi le impide desembarcar, permitiéndole solo carenar y la busca de víveres. Bolivar con una parte de los expedicionarios zarpa para seguir a Ocumare de la Costa. Alli se ecuentra con Bermúdez a bordo del Corsario Félix donde le ofrece sus servicios a Bolívar quien le contestó por oficio, y en términos durísimos le recordó su desobediencia. Los expedicionarios cruzan la cordillera de la Costa y llegan hasta Maracay. Tras la derrota en el cerro de El Aguacate (14 de julio) deben retirarse a Ocumare de la Costa acosados por Francisco Tomás Morales dejando parte del parque en la playa y la mitad de sus soldados quienes bajo el mando del general Gregor MacGregor emprenden la retirada por tierra a través de los valles de Aragua hacia oriente. Las desgracias de Ocumare de la Costa y la (Retirada de los Seiscientos) empujaron a Bolívar a Bonaire de donde va a Güiria. 
Entre tanto, Santiago Mariño había desembarcado en Barcelona exitosamente el 24 de junio y de inmediato empieza a reunir un nuevo ejército. Envía a Manuel Cedeño y a José Tadeo Monagas a reclutar jinetes en Maturín, mientras él va por hombres a Cumaná y Margarita en compañía de Manuel Piar. Cedeño y Monagas juntaron dos escuadrones que llevaron con José Francisco Bermúdez en Aragua de Barcelona. El capitán Felipe Santiago Esteves Acevedo es enviado a evacuar a los patriotas en las costas occidentales. Muy pronto tuvo 350 isleños que envió a Cumaná, donde se les sumaron 700 reclutas locales y otros 1000 de Aragua. Cuando Bolívar desembarca en Guiria Mariño inicialmente se niega a acatar su autoridad, pero al final tiene que ceder. Bermúdez se une a Santiago Mariño para apoyarlo y desconocer de nuevo la autoridad de Bolívar. Obligado el Libertador a partir, cuando se dirigía al embarcadero entre los gritos de una chusma hostil, Bermúdez tira de la espada para herirlo, afortunadamente para Bolívar, la intervención del coronel Manuel Isava y el Lic. Gaspar Marcano, evitó un magnicidio.

## Segunda expedición: Expedición de Jacmel

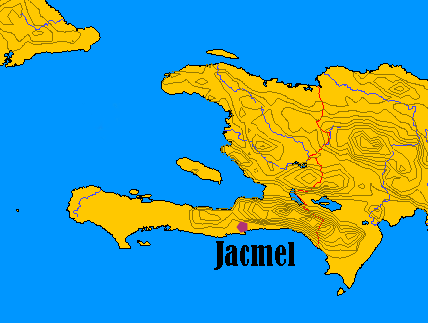
Ubicación de Jacmel.

Tras volver a Haití organiza una nueva expedición con el presidente Alexandre Pétion. Afortunadamente Brión, no pudiendo cumplir una comisión diplomática ordenada por el Libertador a México y los Estados Unidos, incorporó sus barcos, componiendo éstos y los de Agustín Gustave Villaret una respetable flotilla. Para este propósito a una ayuda puramente casual se unió otra debida a su celo, y fue la incorporación de varios oficiales italianos pertenecientes al ejército de Napoleón Bonaparte, y que habían llegado a Haití con el general español Francisco Javier Mina. Es que todos declararon públicamente su resolución de dar media vuelta, y estaban a punto de frenarla cuando Bolívar en persona les habló, determinándolos a seguir hacia tierra firme. Bolívar zarpó del puerto de Jacmel (18 de diciembre) y llegó a Juan Griego el 28 de diciembre de 1816 y a Barcelona el 31 del mismo mes, donde estableció su cuartel general y planeó la campaña sobre Caracas con la concentración de las fuerzas que operaban en Apure, Guayana y Oriente, pero tras una serie de inconvenientes hicieron que abandonara el plan y se trasladara a Guayana, para tomar el mando de las operaciones contra los realistas en la región.

## Consecuencias
A pesar de los reveses sufridos por los expedicionarios y por el propio Libertador en Ocumare de la Costa, la importancia histórica de la Expedición de los Cayos radica en que la misma permitió que Santiago Mariño, Manuel Piar y luego José Francisco Bermúdez emprendieran la liberación del oriente del país, y que MacGregor con Carlos Soublette y otros jefes se internaran definitivamente en Tierra Firme, para abrir paso al triunfo definitivo de la República.